# وشم پاخاکستری
وشم پاخاکستری (نام علمی: Crypturellus duidae) نام یک گونه از سرده دمچه‌پنهان‌ها است.